# Профет, Элизабет Клэр
Эли́забет Клэ́р Про́фет (англ. Elizabeth Clare Prophet; 8 апреля 1939 — 15 октября 2009) — американская религиозная деятельница, писательница. Вместе со своим мужем Марком Профетом (1918—1973) создала в рамках движения нью-эйдж ряд организаций и влиятельное учение апокалитического толка, связанное с «Учением вознесённых владык» и сочетающее в себе элементы гностицизма, патриотизма и эзотеризма.

## Биография
Профеты вели активную деятельность в разных странах, основали организации «Саммит Лайтхауз», Церковь вселенская и торжествующая, «Братство фиолетового пламени», «Вершинный университет», «Международный центр Монтессори». Также ими была создана община в северо-западных горах штата Монтана (США), которая привлекла внимание общественности после аварии в выстроенном там ядерном бомбоубежище, так как разлив нефти оттуда загрязнил находящийся рядом Йеллоустонский национальный парк. В 2005 году «Саммит Лайтхауз» появился в России.
Элизабет Профет заявляла о том, что слышит послания мистических сущностей высшего порядка, и написала множество «диктовок» от них, которые передавала адептам как высшее знание. Впоследствии она заявляла, что «вознесённые мастера Великого Белого Братства призвали её покойного мужа вместе с ней стать вестниками Бога, выпуская в мир священные Писания Эры Водолея. Великое Белое Братство — это духовные руководители, использующие Гуру Ма как своего вестника».

## Критика
А. Л. Дворкин считает учение Профетов тоталитарной сектой, полагая, что организации Профетов использовались для вербовки и эксплуатации адептов.

## Произведения

### Работы Марка и Элизабет Профет
См. полный список книг (англ.), опубликованный Summit University Press, Corwin Springs, Montana
- (1965, reprinted 1974, 1983, 1991, 2004) The Science of the Spoken Word ISBN 0-916766-07-1
- (1965, reprinted 2005) The Soulless One: Cloning a Counterfeit Creation ISBN 0-916766-43-8
- (1984, reprinted 1986, 1987) Prayers, Meditations, Dynamic Decrees for the Coming Revolution in Higher Consciousness, Loose-leaf Sections I, II, and III, informally known among followers as «The Decree Book»
- (1984) The Lost Years of Jesus"
- (1986) The Path of the Higher Self, book 1 of the Climb the Highest Mountain series ISBN 0-916766-26-8
- (1993) Saint Germain on Alchemy ISBN 0-916766-68-3
- (1999) Saint Germain’s Prophecy for the New Millennium ISBN 0-922729-45-X
- (2000) Fallen Angels and the Origins of Evil: Why Church Fathers Suppressed the Book of Enoch and Its Startling Revelations ISBN 0-922729-43-3
- (2005) Paths of Light and Darkness, book 6 of the Climb the Highest Mountain series ISBN 1-932890-00-9
- (2006) The Path to Immortality ISBN 1-932890-09-2
- (2009) In My Own Words, Memoirs of a Twentieth Century Mystic ISBN 978-1-932890-15-0

### Другие авторы
- (2008) Elizabeth Clare Prophet. Preparation for My Mission: Childhood Recollections Edited by Tatiana and Erin Prophet ISBN 978-0-578-00357-3
- (2009) Alex and Margaret Reichardt. On Fire for God: Adventures on the Mystical Path with Elizabeth Clare Prophet ISBN 978-1-60530-955-2